# Dapediidae
Die Dapediidae sind eine ausgestorbene Familie der Knochenfische (Osteichthyes). Sie lebten von der Mitteltrias bis zum Oberjura im Meer und in Süßgewässern. 

## Merkmale
Die Fische waren in der Regel mittelgroß mit einer Maximallänge von 45 cm. Sie sind hochrückig und seitlich stark abgeflacht, bei einigen Arten sind Kopf und Rumpf fast kreisrund, andere sind hoch spindelförmig. Rücken und Afterflosse waren lang. Je eine Reihe Infraorbitalia und eine Reihe Suborbitalia bildeten zusammen die Augenringknochen. Der vertikal stehende Abschnitt der Präoperculare wurde teilweise von den Suborbitalia überdeckt. Eine Gularplatte war vorhanden.

## Systematik
Die Familie Dapediidae wurde 1966 durch den deutschen Paläontologen Ulrich Lehmann eingeführt und den Semionotiformes zugeordnet. Thiesa und Waschkewitz führten 2015 die Ordnung monotypische Ordnung Dapediiformes für die Familie ein und ordneten sie den Ginglymodi (Verwandtschaft  der Knochenhechte) innerhalb der Teilklasse der Knochenganoiden (Holostei) zu. Andere Wissenschaftler stellen sie eher in die Halecomorphi (Verwandtschaft des Kahlhechts) oder sehen in den Dapediidae die Schwestergruppe einer Klade von Ginglymodi und Halecomorphi.

## Gattungen
- Dapedium Leach, 1822, Obertrias von Europa
- Paradapedium Jain, 1973, Untertrias von Indien
- Hemicalypterus Schaeffer, 1967, Obertrias von Nordamerika
- Sargodon Plieninger, 1847, Obertrias von Europa
- Heterostrophus Wagner, 1863, Oberjura von Europa
- Tetragonolepis Bronn, 1830 , Unterjura von Europa und Indien

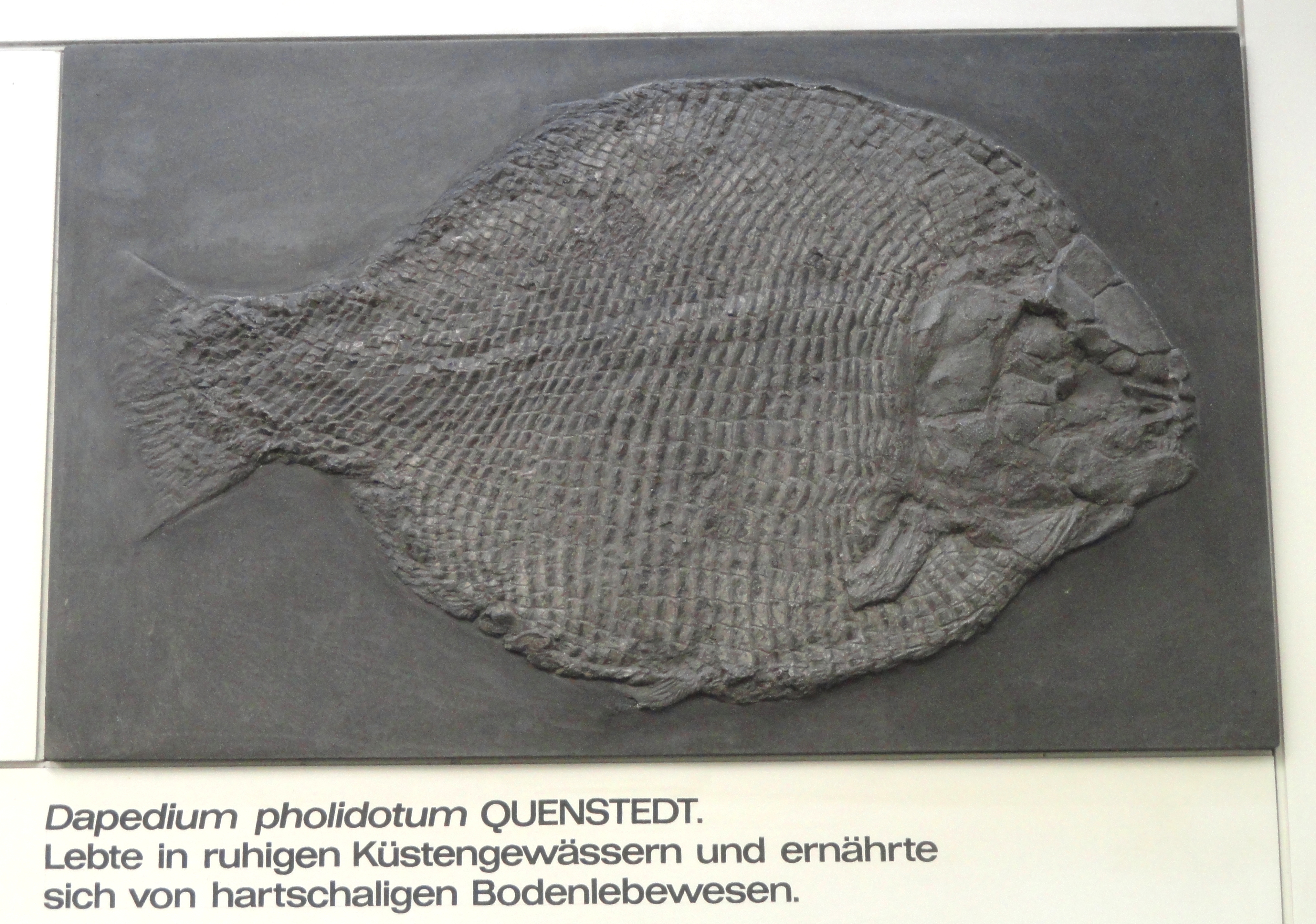
Dapedium pholidotum
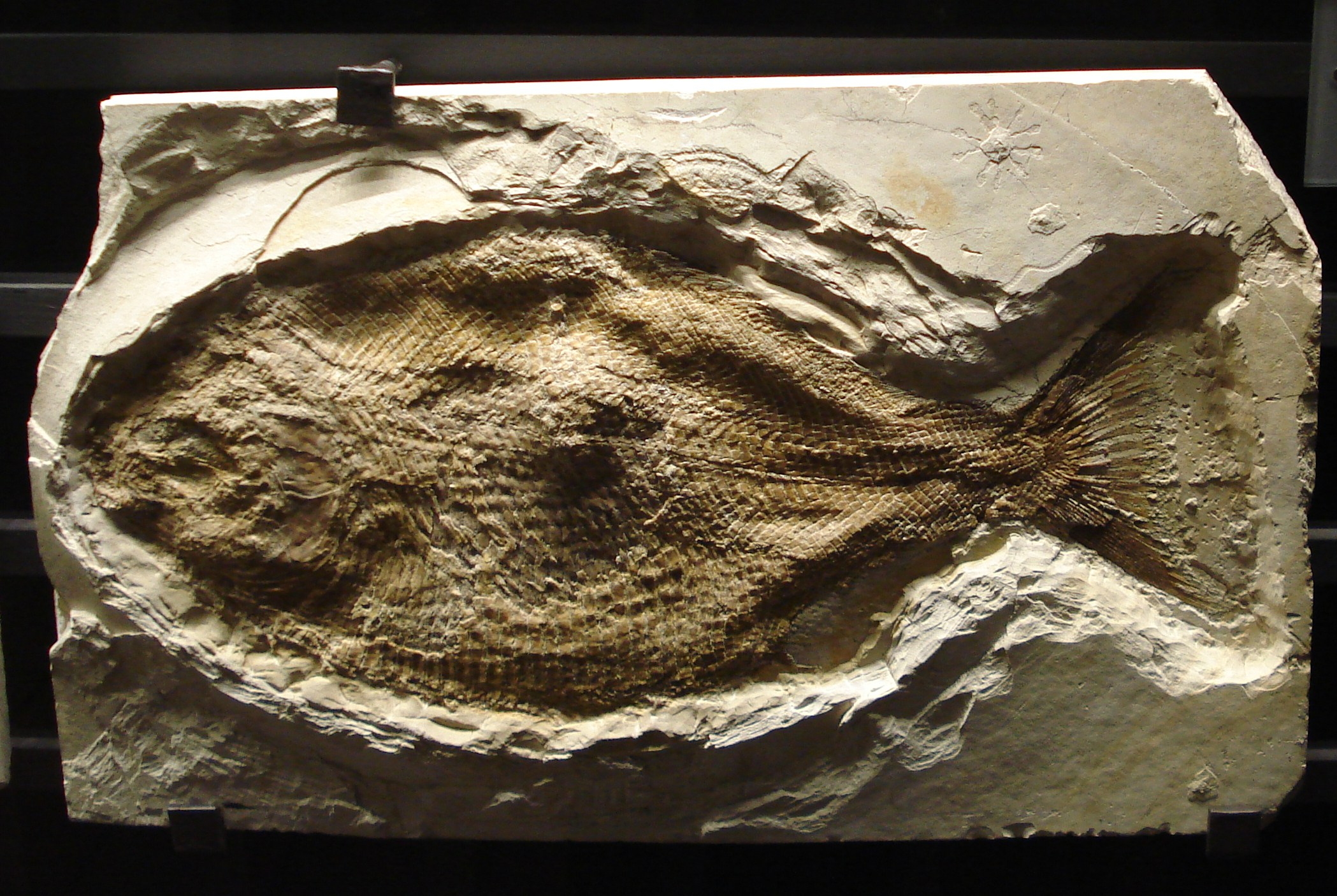
Heterostrophus latus
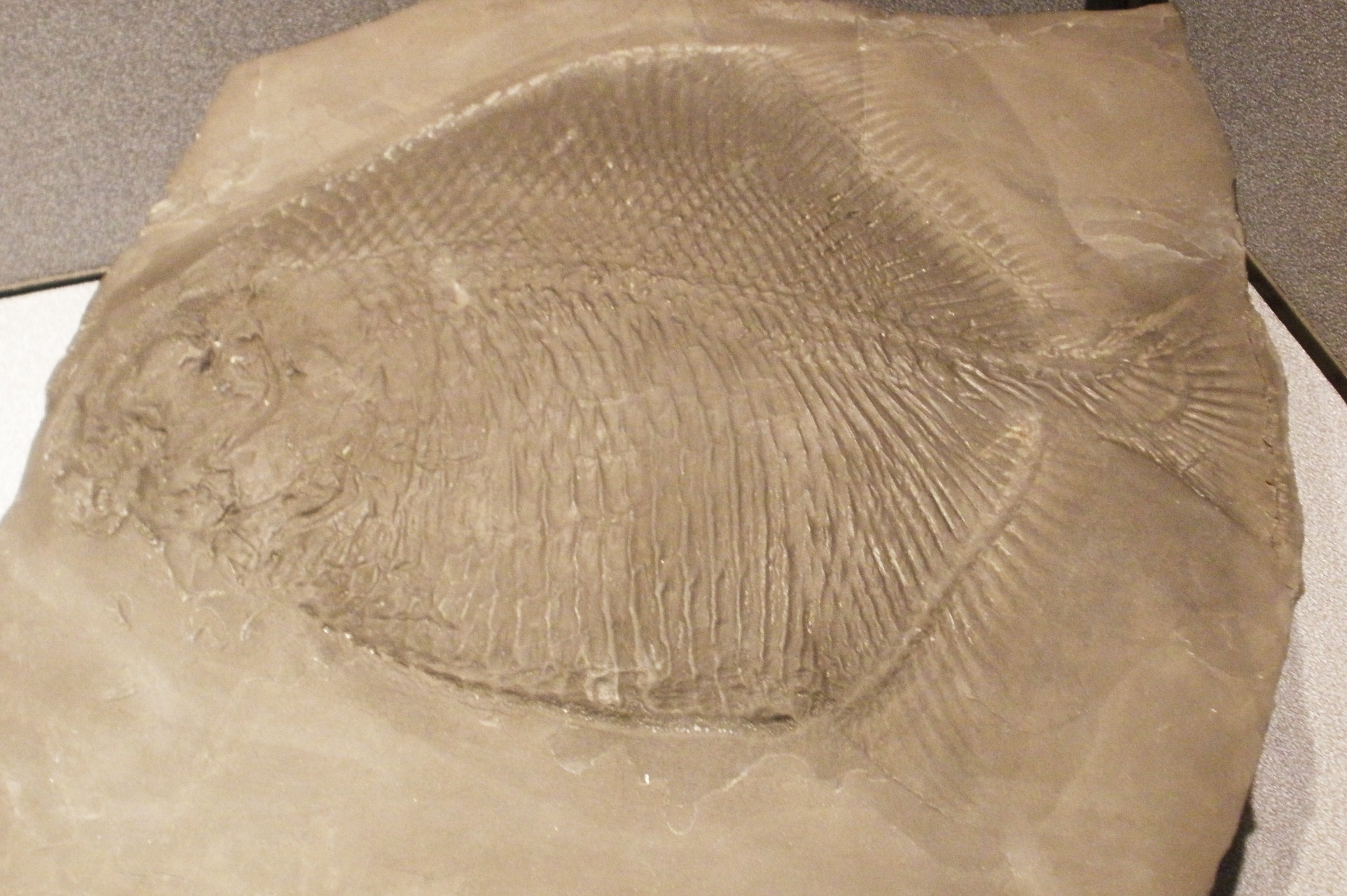
Sargodon tomicus
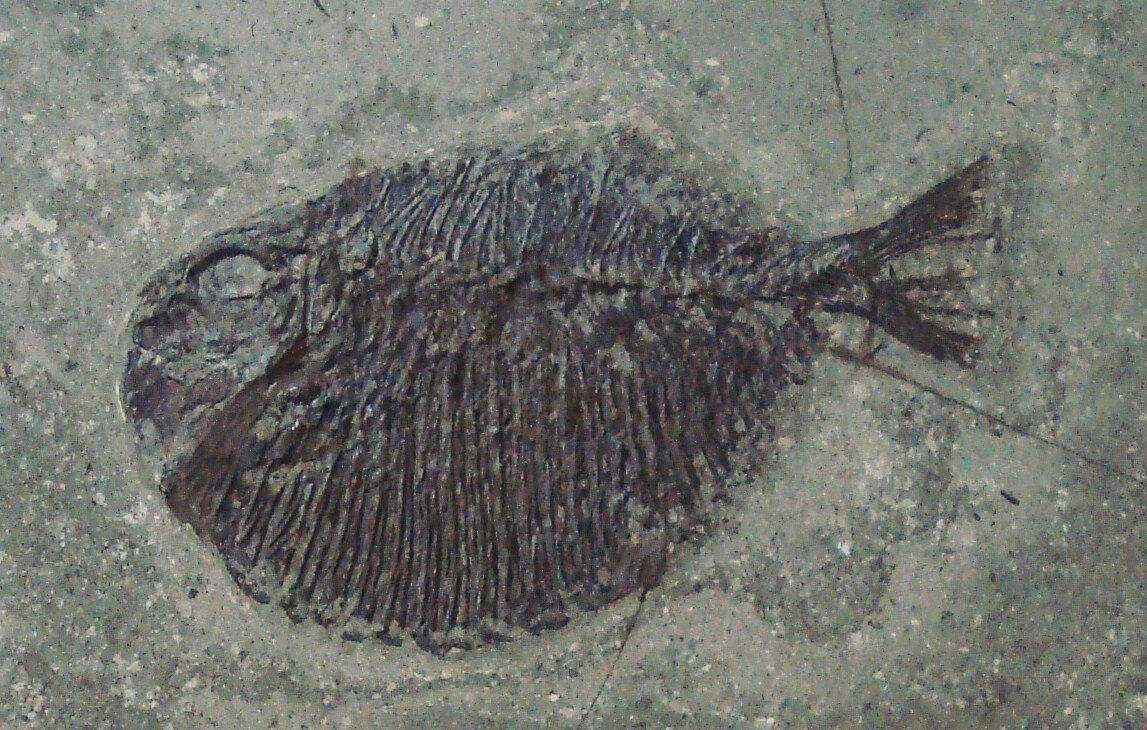
Tetragonolepis semicinctus